# An-Nahl
An-Nahl (L'Ape) è la sedicesima sura del Corano, una sura meccana composta da 128 versetti. Prende il nome dal versetto 68, in cui viene menzionata l'ape, un esempio della creazione di Allah che produce miele, sostanza che ha molti benefici per l'umanità. La sura affronta una vasta gamma di temi, inclusi la creazione, la rivelazione divina, la gratitudine verso Allah, e le leggi morali e sociali.

## Contenuto

### Introduzione alla Rivelazione e alla Creazione Divina
Versetti 1-9: La sura inizia con un richiamo alla venuta del giudizio di Allah, esortando l'umanità a non affrettarlo. Viene descritto l'ordine dell'universo come segno della potenza e della saggezza di Allah. La creazione degli esseri umani e degli animali, e l'utilità degli animali per l'uomo, sono evidenziate come manifestazioni della misericordia divina.

### La Misericordia e i Doni di Allah
Versetti 10-21: La sura continua a descrivere vari fenomeni naturali come la pioggia, le piante e le stelle, come segni della misericordia di Allah. Viene sottolineata l'importanza della gratitudine verso Allah per tutti questi doni.

### La Giustizia Divina e l'Ingiustizia dell'Idolatria
Versetti 22-40: La sura critica duramente l'idolatria e i falsi dei, affermando che solo Allah è degno di adorazione. Viene descritta la giustizia divina, e viene enfatizzato che Allah conosce ciò che è nascosto e ciò che è manifesto.

### La Creazione delle Api e la Rivelazione
Versetti 41-69: La sura menziona le api come esempio della creazione perfetta di Allah. Le api, che producono il miele con proprietà curative, sono presentate come un segno per coloro che riflettono. Inoltre, si parla della rivelazione divina come guida per l'umanità e si sottolinea l'importanza di seguire il messaggio dei profeti.

### Leggi Morali e Sociali
Versetti 70-90: Questa sezione tratta vari aspetti delle leggi morali e sociali, come il rispetto dei genitori, la giustizia, la carità e il rispetto dei patti. Viene enfatizzato il comportamento etico e la necessità di vivere secondo i principi divini.

### La Punizione per l'Incredulità e la Ricompensa per i Credenti
Versetti 91-110: Viene descritto il destino dei miscredenti e le conseguenze della loro ribellione contro Allah. La sura promette ricompense per i credenti che rimangono fedeli e perseverano nonostante le avversità.

### Conclusione e Esortazione alla Gratitudine
Versetti 111-128: La sura conclude con una riflessione sulla giustizia del Giorno del Giudizio, esortando i credenti alla pazienza e alla gratitudine. Si ricorda ai credenti di rimanere saldi nella fede e di riconoscere la misericordia di Allah in tutte le circostanze.

## Analisi
La Sura An-Nahl è significativa per la sua ampia trattazione di temi che spaziano dalla creazione alla rivelazione, dalle leggi morali e sociali alla giustizia divina. La menzione delle api come esempio della creazione perfetta di Allah serve a illustrare la saggezza divina e a invitare alla riflessione sulla natura.
La sura offre conforto e guida ai credenti, esortandoli alla gratitudine e alla pazienza, e ricordando loro le benedizioni di Allah. Attraverso i suoi versetti, la Sura An-Nahl rafforza la fede dei musulmani, invitandoli a riconoscere e adorare Allah come unico Dio, a vivere secondo i principi etici e a confidare nella giustizia divina.